# Olesa de Bonesvalls
Olesa de Bonesvalls es un pueblo y municipio y de la comarca del Alto Panadés, provincia de Barcelona, comunidad autónoma de Cataluña, España.
Es conocido por las ruinas del castillo del conde de Cervelló, del siglo XIII, donde acogían a los peregrinos y viajeros, además de alojamiento les daban de comer.
El edificio consta de: muralla, iglesia, campanario (en 2007 se volvieron a poner las campanas María y Marta), cementerio y masía La masía consta de más de cinco pisos contando de bodega, habitaciones y altillo. Olesa también es conocida por la industria vinicultora.

## Geografía
Limita con las comarcas del Garraf y con el Bajo Llobregat. Tiene una superficie de 30,8 km² (kilómetros cuadrados). Se encuentra situada en pleno macizo del Garraf, entre el monte Bernat (606 m) y el Montau (653 m), al este, y el puerto de montaña de Estrellas y la sierra de Riés y el inicio de la depresión del Penedès, al oeste. El terreno es muy accidentado.

### Rieras
El término es drenado por la riera de Oleseta (que se forma a la cruz de Ordal dentro del término de Vallirana) y por la de Begas, que se unen en el Hospital y afluyen, a través de la riera de Ribes, a la Mediterránea.

### Núcleos de población
Olesa de Bonesvalls está formado por siete núcleos o entidades de población. 
Lista de población por entidades:
| Entidad de la población | Habitantes (2024) |
| ----------------------- | ----------------- |
| Ca n'Olivella           | 702               |
| Can Costa               | 111               |
| Can Morgades            | 176               |
| Can Xacó                | 143               |
| Olesa de Bonesvalls     | 450               |
| Pla del Pèlac, El       | 475               |
| Puig de Vidre           | 35                |

## Demografía
Olesa de Bonesvalls cuenta con una población de 2093 habitantes (INE 2024).
| Gráfica de evolución demográfica de Olesa de Bonesvalls entre 1842 y 2021                                             |
| |
| Población de derecho según los censos de población del INE. Población de hecho según los censos de población del INE. |

| 667           | 557 | 404 | 447 | 942 | 1702 | 1734 | 1840 |
| (Fuente: INE) |     |     |     |     |      |      |      |

## Historia
El pueblo se empezó a formar en el siglo X a poniente del castillo de Cervelló, una fortaleza encargada de defender el camino de l´Ordal. Una de estas casas recibía el nombre d´Osevesa, que, podría ser el origen del topónimo de Olesa.
A raíz de la consagración de la iglesia de Santo Esteve de Cervelló, Olesa aparece citada con frecuencia durante el siglo XIII. En estas citaciones se menciona la iglesia de San Juan de Olesa rodeada de un pequeño núcleo de casas.
En 1262, Guillermo de Cervelló cita en su testamento la voluntad de construir un hospital al término de Olesa de Begues, junto al camino real. Escogió Olesa por las condiciones ideales y saludables del lugar. Rodeado de montañas, poca humedad... Por esta razón se le dio el nombre de Hospitalis de Bonis Valius (‘de los buenos valles’).
A mediados del siglo XIV se terminó la nave del hospital, la torre y la muralla. El Hospital todavía se conserva hoy en día. Este hospital atendía y curaba los pobres, los peregrinos y daba hospedaje a los viajeros que transitaban de Barcelona hacia Vilafranca y Tarragona.
La situación estratégica de Olesa como lugar de paso también tuvo su importancia en épocas de conflictos. Así el Hospital sirvió de emplazamiento clave por las fuerzas de la Generalitat para asediar el castillo de Eramprunyà, durante la guerra contra Joan II, entre 1462 y 1472.
La inmigración occitana de los siglos XVI y XVII hizo crecer el número de habitantes de Olesa, como otros muchos lugares de Cataluña. Los apellidos occitanos que aparecen en los documentos sacramentales así lo demuestran.
En los siglos posteriores el pueblo se ve afectado por varias epidemias, guerras y plagas. Sin embargo la población se mantiene.
Cuando, en el siglo XIX, se construyó la carretera del puerto del Ordal que une Vilafranca con Barcelona, Olesa dejó de ser lugar de paso obligado. El camino real quedó obsoleto y l`hospital perdió interés.
Olesa seguía siendo un pequeño emplazamiento rural y, en el siglo XIX, y Madoz la describe en su Diccionario como productora de trigo, vino, legumbres y fruteros. La extensión de viñas ocupó durante esta época grande cantidad de hectáreas ocupadas por antiguos encinares y garrigas hasta la aparición de la filoxera.
En los años 1960 se empezaron a construir las actuales urbanizaciones que no han parado de crecer.

### Hospital de Cervelló
Antiguo hospital para la acogida de viajeros y peregrinos, del municipio de Olesa de Bonesvalls (Alto Panadés), está situado en una intersección del antiguo camino de Barcelona en Vilafranca del Panadés por San Baudilio de Llobregat así cómo el que procedede de Gavá y Begas.
Fue fundado en 1262 por Guilem (II) de Cervelló, que le cedió el lugar de Olesa y otras dotaciones (dependieron las cuadras de Ordal y de Vallirana). Fue administrado por el prior de Sant Pau del Camp de Barcelona; en 1328, pero, ya lo era por el Obispado de Barcelona. En 1381 el hospital adquirió la plena jurisdicción del término.
En el siglo XVIII, a raíz de la construcción del nuevo camino real y futura carretera N-340 por el puerto del Ordal motivaron el fin de su función a mediados del s. XIX.
El edificio, al fondo de un valle, dentro de un recinto fortificado con torre del homenaje, es una obra de transición del románico al gótico, muy reformada en los ss. XVI y XVII. En el interior se halla la capilla de Santa María de la Anunciación, obra del s. XIV con notables pinturas murales, que fue destruida en 1936; actualmente ha sido restaurada.
En los alrededores se creó el núcleo de población del Hospital de Cervelló.

## Administración y política
| Periodo   | Nombre                                                                                         | Partido          |
| --------- | ---------------------------------------------------------------------------------------------- | ---------------- |
| 1979-1983 | Marià Tutusaus Augé                                                                            | Independiente    |
| 1983-1987 | Marià Tutusaus Augé                                                                            | CiU              |
| 1987-1991 | Marià Tutusaus Augé                                                                            | CiU              |
| 1991-1995 | Marià Tutusaus Augé                                                                            | CiU              |
| 1995-1999 | Marià Tutusaus Augé                                                                            | CiU              |
| 1999-2003 | Marià Tutusaus Augé                                                                            | CiU              |
| 2003-2007 | Pere Pi Cardús                                                                                 | CiU              |
| 2007-2011 | Joan Parera Serramià (2007-2008) Pere Pi i Cardús (2008-2009) Enric Ases i Amorós (desde 2009) | PSC CiU GOOB-FIC |
| 2011-2015 | Enric Ases i Amorós (hasta 2015)                                                               | GOOB-FIC         |
| 2015-2019 | Josep Maria Tillo i Bagès                                                                      | PSC              |
| 2019-2023 | Pedro Juan Juan                                                                                | PSC              |